# تپه تازه قلعه ۱
تپه تازه قلعه ۱ مربوط به دوره ساسانیان است و در شهرستان پیرانشهر، بخش مرکزی، دهستان منگور غربی، روستای تازه قلعه واقع شده و این اثر در تاریخ ۲۵ آبان ۱۳۸۷ با شمارهٔ ثبت ۲۳۵۸۷ به‌عنوان یکی از آثار ملی ایران به ثبت رسیده است.